# Дмитриев, Виктор Александрович
Виктор Александрович Дмитриев (1905—1930) — русский советский писатель, публицист и прозаик.
Участник Гражданской войны. Изучал индологию в Институте восточных языков. В 1924—1927 годах занимался журналистикой, писал преимущественно для журнала «Молодой большевик». Собственно литературная деятельность приходится на 1928—1930 годы.

## Произведения
Он успел написать несколько повестей и рассказов, а также роман «Дружба» (1930). В романе повествуется о жизни московских студентов, описывается быт, платонические любовные переживания. Сюжет построен вокруг изобретения студентами нового типа резца, позволяющего экономично делать механическую обработку стали, — тему актуальную и своевременную, — что позволяет отнести его к категории «производственных романов», особенно учитывая его малую художественную ценность, а также достаточно причудливую смесь конъюнктурности и, в то же время, подражания известным в то время писателям, таким как Юрий Олеша. Интерес роман представляет лишь, пожалуй, для историков, углублённо изучающих быт того времени. О самом авторе роман позволяет сделать вывод как о человеке честолюбивом, стремящемся стать известным благодаря занятиям литературным трудом, что во многом и объясняет его биографию.
Следует заметить, что роман «Дружба», — основное произведение этого автора, — в принципе мало чем отличается от других бесчисленных советских производственных романов, разве что тем, что был написан одним из первых.
Также осталось незаконченным обширное публицистическое сочинение «К вопросу об индустриализации СССР» (1930). В 1932 благодаря усилиям Льва Славина появился посмертный сборник Дмитриева, после чего он был на долгие годы забыт. В 1964 статья о нём была включена в КЛЭ, а в 1970 В. Каверин предложил переиздать его произведения, но это не было осуществлено.

## Факты творческой биографии
В художественной прозе сознательно ориентировался на Юрия Олешу, повесть «Семья» опубликовал под псевдонимом Кавалеров (персонаж повести «Зависть»), в связи с чем Дмитриева обычно упоминают в качестве примера для подтверждения популярности Ю. Олеши в те годы.
Журнал «На литературном посту» заклеймил его творчество как «идеологически чуждое пролетариату», и Дмитриев был исключён из РАПП. Последовавшее самоубийство (но не сами по себе произведения) Дмитриева — ещё один обычный повод вспомнить о нём.

## Трагический финал
В записных книжках Олеши описано, как Дмитриев совершил двойное самоубийство с молодой писательницей Ольгой Ляшко: согласно договорённости, застрелил сначала её, потом себя. По воспоминаниям Ю. Олеши: «Их двойное самоубийство, происшедшее вскоре после смерти Маяковского, наделало шуму» .
Поступок Дмитриева имеет смысл рассматривать, учитывая общий настрой и атмосферу тех лет:

- В нашей стране дороги славы заграждены шлагбаумами… Одарённый человек либо должен потускнеть, либо решиться на то, чтобы с большим скандалом поднять шлагбаум. Мне, например, хочется спорить. Мне хочется показать силу своей личности. Я хочу моей собственной славы. У нас боятся уделить внимание человеку. Я хочу большего внимания…
- Хотя бы взять и сделать так: покончить с собой. Самоубийство без всякой причины. Из озорства. Чтобы показать, что каждый имеет право распоряжаться собой. Даже теперь. Повеситься у вас под подъездом.
- Повесьтесь лучше под подъездом ВСНХ, на Варварской площади, ныне Ногина. Там громадная арка. Видали? Там получится эффектно". — Ю. К. Олеша «Зависть»